# Lakeem Jackson
Lakeem Jackson (Charlotte, 10 agosto 1990) è un cestista statunitense.

## Palmarès
- Coppa di Slovacchia: 1

Iskra Svit: 2014